# Lethe namaura
Lethe namaura är en fjärilsart som beskrevs av Rothschild 1920. Lethe namaura ingår i släktet Lethe och familjen praktfjärilar. Inga underarter finns listade i Catalogue of Life.